# 1153
| 1153               |
| ------------------ |
| Dødsfald - Fødsler |
| • Begivenheder     |

| Gregoriansk kalender | 1153 MCLIII             |
| Ab urbe condita      | 1906                    |
| Armensk kalender     | 602 ԹՎ ՈԲ               |
| Kinesiske kalender   | 3849 – 3850 壬申 – 癸酉 |
| Etiopisk kalender    | 1145 – 1146             |
| Jødisk kalender      | 4913 – 4914             |
| Hindukalendere       |                         |
| - Vikram Samvat      | 1208 – 1209             |
| - Shaka Samvat       | 1075 – 1076             |
| - Kali Yuga          | 4254 – 4255             |
| Iransk kalender      | 531 – 532               |
| Islamisk kalender    | 548 – 549               |

Konge i Danmark: Svend 3. Grathe, Knud 5. 1146-1157, Valdemar 1. den Store 1146-1182
Se også 1153 (tal)

## Begivenheder
- Slag mod venderne ved Karlslunde.[1]

## Dødsfald
- 20. august Berhard af Clairvaux stifteren af cistercienserordenen